# Vadillo de la Guareña
Pour les articles homonymes, voir Guareña (homonymie).
Vadillo de la Guareña est une municipalité espagnole de la communauté autonome de Castille-et-León et de la province de Zamora. En 2015, elle compte 285 habitants.